# Szlak im. Bolesława Krzywoustego

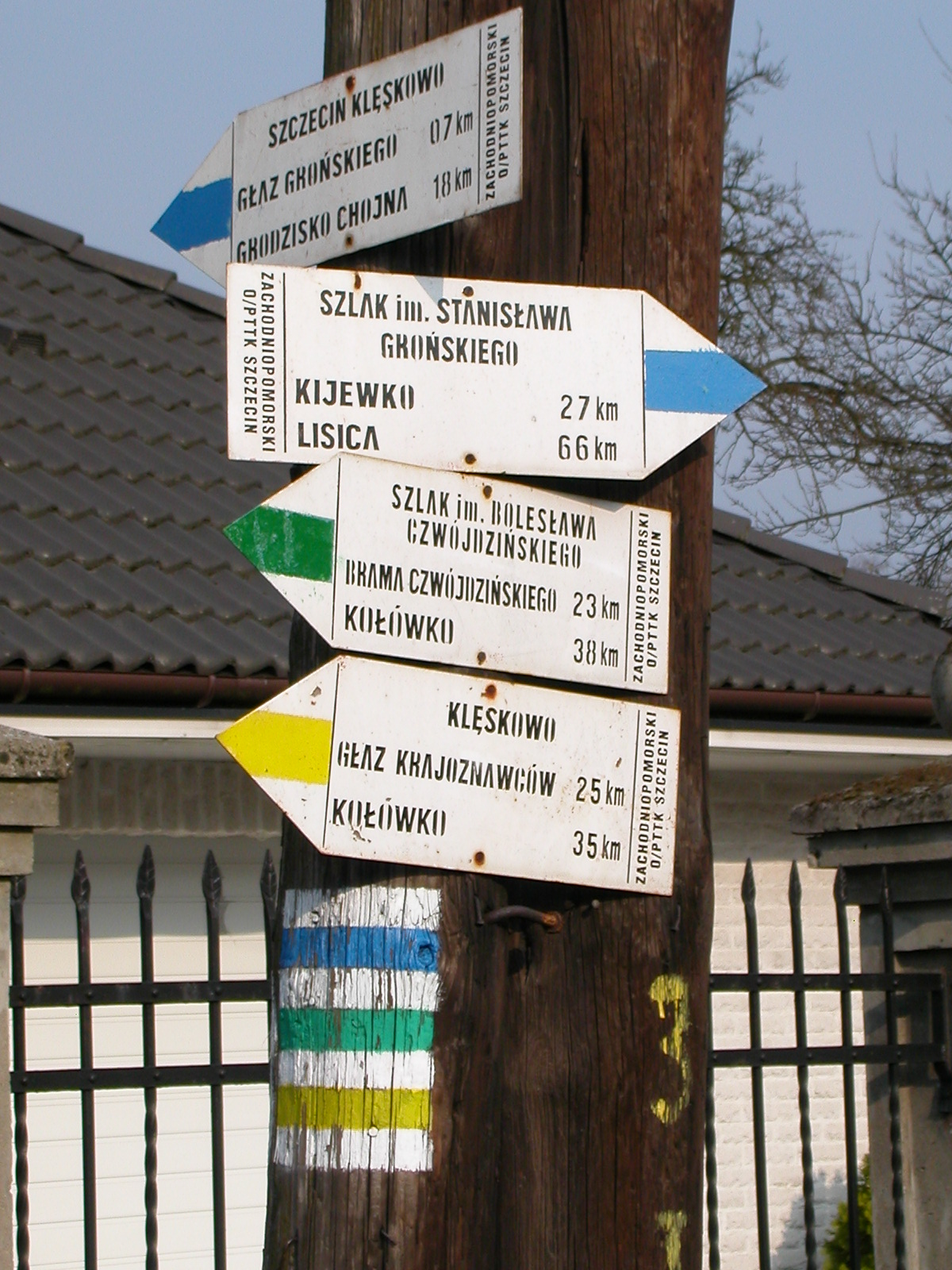
Węzeł szlaków w Klęskowie

Szlak im. Bolesława Krzywoustego – żółty znakowany szlak turystyczny w województwie zachodniopomorskim o charakterze podmiejskim, na terenie Szczecińskiego Parku Krajobrazowego „Puszcza Bukowa”, długość szlaku 13,6 km.

## Charakterystyka
Szlak o charakterze podmiejskim, rozpoczyna się przy pomnikowych „Dębach Bolesława Krzywoustego” w Szczecinie Klęskowie, przy ul. Chłopskiej. Prowadzi przez atrakcyjne turystycznie partie zalesionych Wzgórz Bukowych, na trasie liczne pomniki przyrody. W Szczecinie-Płoni, przy ul. Klonowej ryglowy kościół z 2. połowy XV w., obok pomnik przyrody „Lipa św. Ottona”.
- Bolesław III Krzywousty (1085-1138), przyłączył Pomorze Zachodnie do Polski. W 1124 sprowadził tu na misje biskupa Ottona z Bambergu, trwale chrystianizując kraj.

## Przebieg szlaku
Kilometraż w skróconym przebiegu szlaku podano dla obu kierunków marszu:
- 0,0 km – 13,6 km - Szczecin-Klęskowo, „Dęby Bolesława Krzywoustego”
- 2,8 km – 10,8 km - pomnik przyrody „Głaz Krajoznawców”
- 3,7 km – 9,9 km - uroczysko Kołówko
- 4,8 km – 8,8 km - Lisica, maszt RTCN Kołowo
- 7,1 km – 6,5 km - uroczysko Lwia Paszcza
- 11,3 km – 2,3 km - Szczecin-Płonia, ul. Klonowa, kościół ryglowy z XV w. i „Lipa św. Ottona”
- 13,6 km – 0,0 km - Szczecin-Struga, ul. Szosa Stargardzka - ul. T.Żuka

Przebieg szlaku został zweryfikowany według stanu z 2007.
| Odległość | Atrakcje                  | Punkt | Przebieg (także dojścia i uwagi)                                               |
| --------- | ------------------------- | --- | ------------------------------------------------------------------------------ |
| 0,0 km    | pomnik przyrody           | Szczecin-Klęskowo „Dęby Bolesława Krzywoustego” ul. Chłopska                                                   | Szlak im. Stanisława Grońskiego – odchodzi Szlak im. Bolesława Czwójdzińskiego |
| 0,7 km    |                           | Droga Górska, Polana Pod Krzyżem SPK „Puszcza Bukowa”                                                          | Szlak im. Bolesława Czwójdzińskiego – odchodzi                                 |
| 1,5 km    |                           | Droga Górska, SPK „Puszcza Bukowa”                                                                             | Szlak Dąbski „Vadam”                                                           |
| 2,0 km    |                           | Droga Górska, SPK „Puszcza Bukowa”                                                                             | Szlak Dąbski „Vadam” – odchodzi                                                |
| 2,8 km    | pomnik przyrody           | Droga Górska, SPK „Puszcza Bukowa”                                                                             | szlak dojściowy do „Głazu Krajoznawców” (100 m)                                |
| 3,6 km    |                           | Kołówko, SPK „Puszcza Bukowa”                                                                                  | Szlak im. Bolesława Czwójdzińskiego                                            |
| 3,7 km    | pomnik przyrody           | Kołówko, „Lipa Pokoju” SPK „Puszcza Bukowa”                                                                    | Szlak im. Bolesława Czwójdzińskiego – odchodzi                                 |
| 4,8 km    | maszt · szczyt            | Lisica, maszt RTCN Kołowo SPK „Puszcza Bukowa”                                                                 | Szlak im. Stanisława Grońskiego                                                |
| 7,1 km    |                           | Lwia Paszcza, SPK „Puszcza Bukowa”                                                                             |                                                                                |
| 7,7 km    |                           | Lisia Droga, SPK „Puszcza Bukowa”                                                                              | Szlak im. Stanisława Pawelskiego                                               |
| 7,8 km    |                           | Lisia Droga, SPK „Puszcza Bukowa”                                                                              | Szlak im. Stanisława Pawelskiego – odchodzi                                    |
| 9,2 km    | pomnik przyrody           | Leśniczówka Bukowo, SPK „Puszcza Bukowa”                                                                       |                                                                                |
| 11,3 km   | kościół · pomnik przyrody | Szczecin-Płonia, ul. Klonowa kościół św. Rodziny, ryglowy, XV w „Lipa św. Ottona”                              |                                                                                |
| 13,3 km   | E65 ·                     | Szczecin-Struga, ul. Szosa Stargardzka mostek na Płoni zespół przyrodniczo-krajobrazowy „Park Leśny w Strudze” |                                                                                |
| 13,5 km   | park                      | Szczecin-Struga, ul. Przylesie zespół przyrodniczo-krajobrazowy „Park Leśny w Strudze”                         | Szlak im. Stanisława Grońskiego                                                |
| 13,6 km   | park                      | Szczecin-Struga ul. Szosa Stargardzka - ul. T.Żuka zespół przyrodniczo-krajobrazowy „Park Leśny w Strudze”     | Szlak im. Stanisława Grońskiego – odchodzi                                     |